# Seiloni Iaruel
Seiloni Iaruel (ur. 17 kwietnia 1995) – vanuacki piłkarz grający na pozycji bramkarza.

## Kariera klubowa
Iaruel karierę piłkarską rozpoczął w klubie Tafea FC. W jego barwach zadebiutował w pierwszej lidze vanuackiej w 2011.

## Kariera reprezentacyjna
W reprezentacji Vanuatu Iaruel zadebiutował w 3 czerwca 2012 w wygranym 5-0 z Samoa w Pucharze Narodów Oceanii 2012, który był jednocześnie częścią eliminacji Mistrzostw Świata 2014.